# 유니버설 윈도우 플랫폼
유니버설 윈도우 플랫폼(Universal Windows Platform, UWP)은 마이크로소프트가 개발한 API의 하나로서, 윈도우 10에 처음 도입되었다. 이 플랫폼의 목적은 제각기 재개발할 필요 없이 윈도우 11, 윈도우 10, 윈도우 10 모바일, 엑스박스 원, 홀로렌즈에서 실행할 유니버설 앱의 개발을 돕기 위한 것이다. C++, C 샤프, VB.NET, XAML을 사용한 윈도우 앱 개발을 지원한다. 이 API는 C++로 구현되어 있으며 C++, VB.NET, C#, F 샤프, 자바스크립트로 지원된다. 윈도우 서버 2012, 윈도우 8에 처음 도입된 윈도우 런타임 플랫폼의 확장 기능으로 설계된 UWP는 여러 종류의 장치들에서잠재적으로 구동될 앱들을 개발자들이 개발할 수 있게한다.